# Rafflesia kerrii
Rafflesia kerrii je druh tropické parazitické rostliny z čeledi rafléziovitých (Rafflesiaceae). Vyskytuje se v jižním Thajsku a na Malajském poloostrově. Její květ patří s 50–90 cm k největším v celé rostlinné říši, avšak raflézie Arnoldova (Rafflesia arnoldi) ji ve velikosti květu předstihuje. Květ má červenou barvu, uprostřed bývá barva oranžová až světle červená. Parazituje na liánách rodu Tetrastigma. Květ se objevuje 9 měsíců od vyrašení pupenů a po týdnu odumírá. Kvete v období sucha, v lednu až březnu.